# 토니 스콧
토니 스콧(영어: Tony Scott, 1944년 6월 21일~2012년 8월 19일)은 잉글랜드의 영화 감독이다. 형은 영화 감독 리들리 스콧이다.
런던 왕립예술대학(RCA)에서 공부하고 화가로 생계를 유지하고 있었지만, 1970년대에 리들리의 광고 제작 회사에 들어가 연출가로서 다양한 광고를 다루었다. 1983년 《악마의 키스》로 장편 영화에 데뷔한 이후 형의 뒤를 이어 활동의 거점을 미국으로 옮겼다. 1986년 감독작인 《탑 건》은 크게 흥행에 성공하였다.
2012년 8월 19일 로스앤젤레스 샌피드로의 빈센트 토머스 다리에서 투신하여 사망하였으며, 유서가 발견되었다.

## 연출 목록
- 악마의 키스(1983)
- 탑 건(1986)
- 비버리 힐스 캅 2(1987)
- 리벤지(1990)
- 폭풍의 질주(1990)
- 마지막 보이스카웃(1991)
- 트루 로맨스(1993)
- 크림슨 타이드(1995)
- 더팬(1996)
- 에너미 오브 스테이트(1998)
- 스파이 게임(2001)
- 맨 온 파이어(2004)
- 도미노(2005)
- 데자뷰(2006)
- 펠햄 123(2009)
- A-특공대(2010)
- 언스토퍼블(2010)
- 스토커(2013) ※제작